# Diocesi di Edéa
La diocesi di Edéa (in latino Dioecesis Edeana) è una sede della Chiesa cattolica in Camerun suffraganea dell'arcidiocesi di Douala. Nel 2021 contava 195.537 battezzati su 315.380 abitanti. È retta dal vescovo Jean-Bosco Ntep.

## Territorio
La diocesi comprende i dipartimenti di Nkam e Sanaga-Maritime della regione del Litorale in Camerun.
Sede vescovile è la città di Édéa, dove si trova la cattedrale del Sacro Cuore.
Il territorio è suddiviso in 39 parrocchie.

## Storia
La diocesi è stata eretta il 22 marzo 1993 con la bolla Quo aptius consuleretur di papa Giovanni Paolo II, ricavandone il territorio dall'arcidiocesi di Douala.

## Cronotassi dei vescovi
Si omettono i periodi di sede vacante non superiori ai 2 anni o non storicamente accertati.
- Simon-Victor Tonyé Bakot (22 marzo 1993 - 18 ottobre 2003 nominato arcivescovo di Yaoundé)
- Jean-Bosco Ntep, dal 15 ottobre 2004

## Statistiche
La diocesi nel 2021 su una popolazione di 315.380 persone contava 195.537 battezzati, corrispondenti al 62,0% del totale.
| anno | popolazione | popolazione | popolazione | presbiteri | presbiteri | presbiteri | presbiteri                | diaconi | religiosi | religiosi | parrocchie |
| anno | battezzati  | totale      | %           | numero     | secolari   | regolari   | battezzati per presbitero | diaconi | uomini    | donne     | parrocchie |
| ---- | ----------- | ----------- | ----------- | ---------- | ---------- | ---------- | ------------------------- | ------- | --------- | --------- | ---------- |
| 1999 | 143.802     | 255.000     | 56,4        | 27         | 27         |            | 5.326                     | 4       |           | 36        | 25         |
| 2000 | 143.802     | 255.000     | 56,4        | 35         | 35         |            | 4.108                     | 3       |           | 38        | 26         |
| 2001 | 144.561     | 255.000     | 56,7        | 40         | 37         | 3          | 3.614                     | 3       | 3         | 35        | 27         |
| 2002 | 144.561     | 255.000     | 56,7        | 44         | 41         | 3          | 3.285                     | 3       | 3         | 32        | 27         |
| 2003 | 145.043     | 255.000     | 56,9        | 37         | 34         | 3          | 3.920                     | 3       | 3         | 36        | 27         |
| 2004 | 145.043     | 255.000     | 56,9        | 40         | 37         | 3          | 3.626                     | 3       | 3         | 40        | 30         |
| 2006 | 145.815     | 255.815     | 57,0        | 38         | 35         | 3          | 3.837                     | 3       | 7         | 38        | 30         |
| 2013 | 147.000     | 255.815     | 57,5        | 63         | 61         | 2          | 2.333                     | 2       | 4         | 49        | 35         |
| 2016 | 156.501     | 256.675     | 61,0        | 73         | 71         | 2          | 2.143                     | 2       | 3         | 36        | 36         |
| 2019 | 194.115     | 300.000     | 64,7        | 82         | 80         | 2          | 2.367                     | 1       | 3         | 37        | 39         |
| 2021 | 195.537     | 315.380     | 62,0        | 101        | 98         | 3          | 1.936                     |         | 3         | 37        | 39         |